# Pro Wrestling Illustrated
Pro Wrestling Illustrated (PWI, в переводе с англ. — «Иллюстрированный рестлинг») — издаваемый в США международный журнал о реслинге, созданный в 1979 году. Штаб-квартира PWI находится в городе Блю Белл, Пенсильвания, издатель — Kappa Publishing Group. Журнал является самым долго издаваемым англоязычным журналом о рестлинге, который до сих пор находится в производстве. PWI публикует номера раз в два месяца и ежегодные специальные выпуски, такие как «Альманах и книга фактов». Журнал признает различные мировые чемпионские титулы легитимными, подобно журналу The Ring в боксе.

## История
Журнал был известен тем, что не нарушал «кейфеб», то есть не говорил о том, что рестлинг — это не соревновательный спорт, а спортивное развлечение. В последние годы PWI говорит про «сюжет в реслинге» и «неэкранные» проблемы между рестлерами в жизни.
PWI учитывает не только большие, но и независимые промоушены. В журнале рассказывается о рестлерах и о группировках и командах. PWI также каждый месяц составляет список лучших рестлеров и лучших команд из всех промоушенов.

## Статус чемпионств мира
PWI в 80-х объявили три мировых чемпионских титула — титулов, которые должны защищаться за пределами США. В разное время мировыми признавались главные титулы промоушнов National Wrestling Alliance, American Wrestling Association, World Championship Wrestling, Extreme Championship Wrestling, Total Nonstop Action Wrestling и WWE.
На весну 2017 года только титулы чемпиона WWE и чемпиона Вселенной WWE признаются журналом, как мировые. С апреля 2020 года к ним добавились титулы чемпиона мира AEW и титул чемпиона мира в тяжёлом весе IWGP.
| Титул                                        | Даты                                                    |
| -------------------------------------------- | ------------------------------------------------------- |
| Чемпион мира в тяжёлом весе NWA              | 14 июля 1948 — 11 января 1991; 8 мая 2006 — 13 мая 2007 |
| Чемпион мира в тяжёлом весе AWA              | 16 августа 1960 — 12 декабря 1990                       |
| Чемпион WWE                                  | 25 апреля 1963 — н.в.                                   |
| Чемпион мира в тяжёлом весе WCW              | 11 января 1991 — 26 марта 2001                          |
| Чемпион мира в тяжёлом весе ECW              | 6 июля 1999 — 1 апреля 2001                             |
| Чемпион мира в тяжёлом весе (WWE)            | 2 сентября 2002 — 16 декабря 2013                       |
| Чемпион мира в тяжёлом весе TNA              | 13 мая 2007 — 29 июня 2015                              |
| Чемпион Вселенной WWE                        | 21 августа 2016 — н.в.                                  |
| Чемпион мира AEW                             | 3 апреля 2020 — н.в.                                    |
| Чемпион IWGP в тяжёлом весе                  | 3 апреля 2020 — 4 марта 2020                            |
| Мега-чемпион AAA                             | 1 января 2021 — н.в.                                    |
| Чемпион мира ROH                             | 1 января 2021 — н.в.                                    |
| Чемпион мира CMLL в тяжёлом весе             | 1 января 2021 — н.в.                                    |
| Чемпион тройной короны в тяжёлом весе (AJPW) | 1 января 2021 — н.в.                                    |
| Чемпион мира MLW в тяжёлом весе              | 1 января 2021 — н.в.                                    |
| Чемпион GРС в тяжёлом весе                   | 12 февраля 2021 — н.в.                                  |
| Чемпион мира в тяжёлом весе IWGP             | 4 марта 2020 — н.в.                                     |

## НаградыPWI
Награды PWI были введены в 1972 году.
Награды PWI:
- Реслер года (с 1972 года)
- Команда года (с 1972 года)
- Матч года (с 1972 года)
- Вражда года (с 1986 года)
- Самый популярный реслер года (с 1972 года)
- Самый ненавистный реслер года (с 1972 года)
- Самый прогрессирующий реслер года (с 1978 года)
- Самый вдохновляющий реслер года (с 1972 года)
- Новичок года (с 1972 года)
- Награда Стэнли Вестона (с 1981 года)
- Возвращение года (с 1992 года)
- Женщина года (с 1999 года)

Ныне несуществующие награды:
- PWI менеджер года (с 1972 года по 1999 год)
- PWI женщина-рестлер года (с 1972 года по 1976 год)
- PWI карлик-рестлер года (с 1972 года по 1976 год)
- PWI аннонсер года (1977 год)

## Рейтинги

### PWI 500
С 1991 года PWI ежегодно публикует список 500 лучших рестлеров в ежегодном специальном выпуске журнала PWI 500. Авторы PWI выбирают место рестлера после определённого периода оценки, начинающегося с середины июня; всё, чего рестлер добился до или после этого периода, не учитывается. Они руководствуются критериями, которые включают в себя статистику побед и поражений, выигранные титулы, качество матчей, основные противостояния, известность в отдельных промоушенах и общие борцовские способности. По состоянию на 2020 год, Дзюсин «Гром» Лайгер появился в наибольшем количестве выпусков PWI 500 — 29 раз. В 1993 году Мисс Техас (Жаклин Мур) стала первой женщиной, попавшей в список под номером 249. С 2008 года у мужчин и женщин отдельные списки, но некоторые рестлеры-женщины всё ещё иногда попадают в PWI 500.

### PWI Women’s 150
С 2008 года PWI ежегодно публикует список лучших женщин-рестлеров в специальном выпуске журнала Women’s 100 (ранее известный как Female 50). Как и в случае со списком рестлеров-мужчин, составители PWI выбирают место борца после определённого периода оценки, начинающегося с середины июня; всё, чего борец достиг до или после этого периода, не учитывается. В 2018 году, после десяти лет, когда список включал 50 рестлеров, он был расширен до 100 и переименован из Female 50 в Women’s 100.